# Station Lesquin
Station Lesquin is een spoorwegstation in de Franse gemeente Lesquin. Het station staat langs de spoorlijn Fives - Hirson.